# Distrito senatorial de Humacao VII

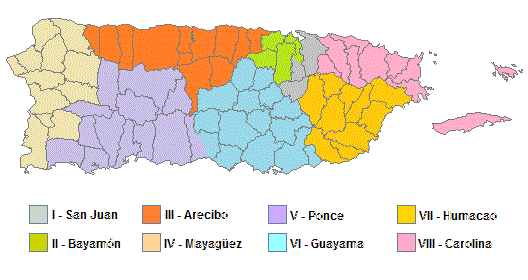
Mapa de los distritos senatoriales de Puerto Rico

El distrito senatorial Humacao VII es uno de los ocho distritos senatoriales de Puerto Rico. Desde el 2021 ha sido representado por Rosamar Trujillo Plumey y Wanda Soto (del Partido Democrático Popular y Partido Nuevo Progresista respectivamente).

## Perfil de distrito
En distribuciones anteriores, el territorio cubierto por el Distrito Senatorial VII ha sido diferente. En 1972, el Distrito incluyó los municipios de Río Grande, Luquillo, Fajardo, y Ceiba. Aun así, no incluía Arroyo, Maunabo, o Patillas. En 1983, Aguas Buenas, Arroyo, Maunabo, y Patillas fueron reasignados al Distrito, mientras Río Grande, Luquillo, y Fajardo fueron reasignados al Distrito de Carolina. En la redistribución de 1991, Ceiba fue asignado al Distrito de Carolina.
En la redistribución de 2002, Arroyo fue asignado al Distrito de Guayama, y en la redistribución de 2011, Aguas Buenas fue reasignado al Distrito de San Juan. En la redistribución del 2022 el distrito no sufrió cambios.

## Senadores
| Elección | Senador | Senador                    | Partido                     | Senador         | Senador                   | Partido                     |
| -------- | ------- | -------------------------- | --------------------------- | --------------- | ------------------------- | --------------------------- |
| 1992     |         | Luis Felipe Navas de León  | Partido Nuevo Progresista   |                 | Miguel Loiz Zayas         | Partido Nuevo Progresista   |
| 1996     |         | Luis Felipe Navas de León  | Partido Nuevo Progresista   | Carlos Dávila   | Partido Nuevo Progresista |                             |
| 2000     |         | José Luis Dalmau Santiago  | Partido Popular Democrático |                 | Sixto Hernández Serrano   | Partido Popular Democrático |
| 2004     |         | José Luis Dalmau Santiago  | Partido Popular Democrático |                 | Sixto Hernández Serrano   | Partido Popular Democrático |
| 2008     |         | Ramón Díaz                 | Partido Nuevo Progresista   |                 | Mariíta Santiago          | Partido Nuevo Progresista   |
| 2012     |         | José Luis Dalmau Santiago  | Partido Popular Democrático |                 | Jorge Suárez Cáceres      | Partido Popular Democrático |
| 2016     |         | José Luis Dalmau Santiago  | Partido Popular Democrático | Miguel Laureano | Partido Nuevo Progresista |                             |
| 2020     |         | Rosamar Trujillo Plumey    | Partido Popular Democrático |                 | Wanda Soto Tolentino      | Partido Nuevo Progresista   |
| 2024     |         | Luis Daniel Colón La Santa | Partido Nuevo Progresista   |                 | Wanda Soto Tolentino      | Partido Nuevo Progresista   |

## Resultados Electorales
|  | 19.77 % |

|  | 19.01 % |

|  | 19.00 % |

|  | 18.96 % |

|  | 7.98 % |

|  | 6.07 % |

|  | 5.25 % |

|  | 3.96 % |

|  | 100 % |

|  | 24.74 % |

|  | 23.40 % |

|  | 22.93 % |

|  | 21.79 % |

|  | 2.74 % |

|  | 2.27 % |

|  | 1.08 % |

|  | 1.04 % |

|  | 100 % |

|  | 26.42 % |

|  | 25.66 % |

|  | 21.93 % |

|  | 21.86 % |

|  | 1.29 % |

|  | 1.19 % |

|  | 0.59 % |

|  | 0.34 % |

|  | 0.20 % |

|  | 0.52 % |

|  | 100 % |